# Ералы (Карагандинская область)
Ералы (каз. Ералы) — село в Осакаровском районе Карагандинской области Казахстана. Входит в состав Озерного сельского округа. Код КАТО — 355661200.

## Население
В 1999 году население села составляло 221 человек (106 мужчин и 115 женщин). По данным переписи 2009 года, в селе проживали 134 человека (68 мужчин и 66 женщин).